# Тіокол
Тіокол  (також відома за назвами Thiokol, Thiokol Chemical Corporation (/Company ), Morton Thiokol Inc., Cordant Technologies Inc., Thiokol Propulsion, AIC Group, ATK Thiokol, ATK Launch Systems Group; та Orbital ATK до входження до складу Northrop Grumman) — американська корпорація, що займалася спочатку каучуком і супутніми хімічними речовинами, а згодом - ракетними двигунами і ракетними силовими установками. Її назва це - вставне словоутворення з грецьких слів, що означають сірку (θεῖον "theion") і клей (κόλλα "kolla"), що є алюзією на початковий продукт компанії - полімер Тіокол (Thiokol).
Хімічна компанія "Тіокол" була заснована в 1929 році. Її початковим бізнесом був асортимент синтетичного каучуку та полімерних герметиків. Під час Другої світової війни Thiokol був основним постачальником рідких полімерних герметиків. Коли вчені Лабораторії реактивного руху виявили, що полімери Thiokol є ідеальними сполучними речовинами для твердого ракетного палива, Thiokol перейшла в нову сферу, відкривши лабораторії в Елктоні, штат Меріленд, а пізніше виробничі потужності в Елктоні і в Редстоун Арсеналі в Гантсвіллі, штат Алабама. У Гантсвіллі вироблялися системи XM33 Pollux, TX-18 Falcon і TX-135 Nike-Zeus. Завод був закритий у 1996 році. В середині 1950-х років компанія придбала великі землі в штаті Юта для свого ракетного полігону.
За час свого існування "Тіокол" став причиною двох найгірших промислових катастроф в американській історії. 3 лютого 1971 року на хімічному заводі Thiokol на південний схід від міста Вудбайн, штат Джорджія, пожежа охопила сховище, де зберігалося майже п'ять тонн запалювальних гранул, сигнальних ракет та інших легкозаймистих матеріалів. Сховище вибухнуло, в результаті чого 29 людей загинуло і понад 50 отримали важкі поранення, в тому числі багато з них - відірвані кінцівки. Шибки були вибиті на відстані 18 км від місця події, а вибух було чутно на відстані 80 км навколо.  Закон Джорджії не дозволяв працівникам подавати до суду на свого роботодавця, оскільки вони були застраховані працівниками.
28 січня 1986 року космічний корабель "Челленджер" вибухнув на 73 секунді польоту, в результаті чого загинули всі сім членів екіпажу, які перебували на борту. Розслідування встановило, що причиною стали два кільцевих ущільнення в правому прискорювачі твердопаливної ракети "Челленджера", які були виготовлені компанією "Morton Thiokol". Дані випробувань, проведених ще в 1977 році, виявили потенційно катастрофічний дефект ущільнювальних кілець в умовах низьких температур, але ні компанія "Morton Thiokol", ні НАСА не звернули уваги на цю проблему і не виправили її. Незадовго до зльоту кілька інженерів "Morton Thiokol" рекомендували відкласти запуск до підвищення температури на мисі Канаверал, але керівництво компанії відхилило цю рекомендацію. 

## Історія компанії

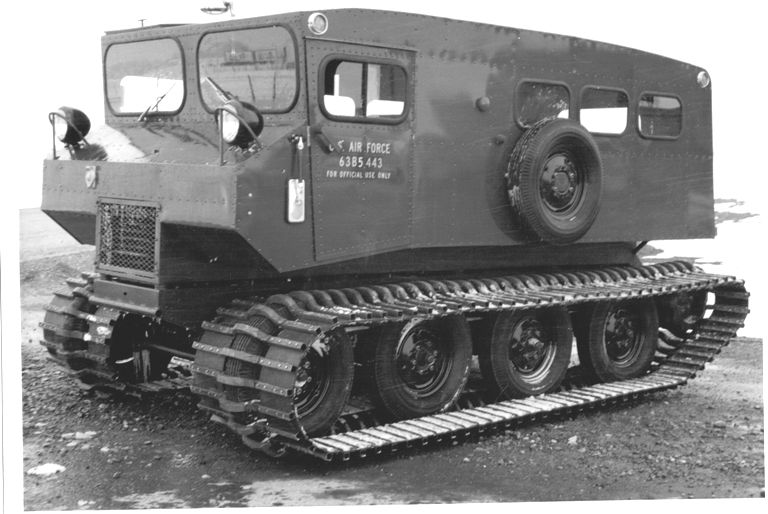
Модель 601 USAF Thiokol Snowcat

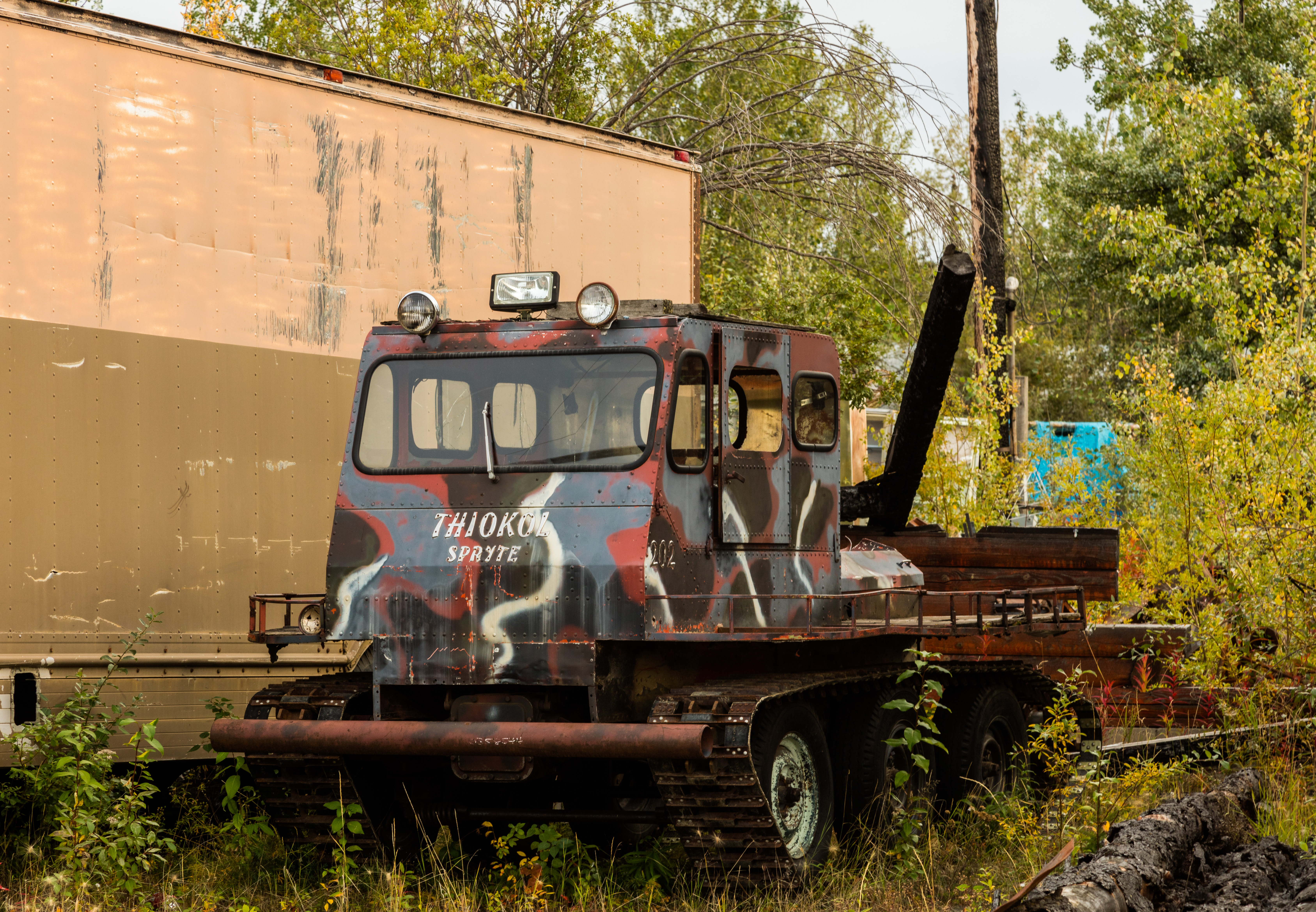
Thiokol Spryte використовується для зимової служби

1926: два хіміки, Джозеф К. Патрік і Натан Мнукін, намагалися винайти недорогий антифриз. У ході експерименту з етилендихлоридом і полісульфідом натрію вони створили гумку, винятковою властивістю якої був жахливий запах.  Речовина засмітила раковину в лабораторії, і жоден із розчинників, використаних для її видалення, не був успішним. Тоді розчаровані хіміки зрозуміли, що стійкість матеріалу до будь-якого розчинника є корисною властивістю. Вони винайшли синтетичний каучук, який охрестили «Тіокол».
1929: Бевіс Лонгстрет, керівник соляної компанії, засновує корпорацію "Тіокол" у Трентоні, штат Нью-Джерсі. Він стає її президентом і генеральним директором. 
1944: Лонгстрет помирає, залишаючи посаду президента та генерального менеджера відкритою. Вільям Кросбі стає генеральним менеджером. 
1945: Чарльз Бартлі, який працював у Лабораторії реактивного руху, що зароджувалася, виявив використання тіоколу, як стабілізатора в твердопаливних ракетах. 
1948: Елктон, штат Меріленд, відкриває завод з виробництва твердотільних ракетних двигунів. 
1949: Thiokol виробляє ракету TX-18 Falcon, першу в світі твердопаливну ракетну систему. 
1957: В очікуванні майбутнього контракту з Minuteman компанія будує свій завод у Брігем-Сіті, штат Юта.
1957: Thiokol Huntsville створює ракету XM33 Pollux.
1958: Thiokol зливається з Reaction Motors Inc. (RMI), виробники систем РРД. 
1958: Тіокол отримує контракт на виготовлення ракетного двигуна TU-122 для першого ступеня міжконтинентальної балістичної ракети LGM-30 Minuteman Міжконтинентальна балістична ракета.
1959: Thiokol Huntsville виробляє ракету-носій CASTOR, яка використовується на ракеті Atlas.
1964: Будується завод у Вудбайні, штат Джорджія, для створення твердопаливних двигунів для НАСА, але агентство змінює курс і використовує рідке паливо. 
1969: Thiokol уклала контракт з армією США на виготовлення 750 000 ракет Tripflares для використання у війні у В'єтнамі. 
1971: Вибух у цеху збірки магнієвих факелів на заводі Woodbine призвів до загибелі 29 та поранення 50 осіб. 
1974: Thiokol виграє контракт на будівництво твердотільного ракетного прискорювача (SRB) для космічного човника (29 листопада 1973).
1975: Тіокол змінив Сперрі Ренда на посаді оператора великого заводу з виробництва боєприпасів Луїзіани поблизу Міндена, штат Луїзіана.
1978: компанія продає свій підрозділ гірськолижних підйомників компанії CTEC, а підрозділ снігового обладнання — компанії Logan Manufacturing Company (LMC), що належить Джону ДеЛореану.
1980: Thiokol купує Carlisle Chemical Company з Цинциннаті, штат Огайо.
1982: Thiokol зливається з Morton-Norwich products (власники концерну Morton Salt, бренду автомобільної продукції Simoniz і різних хімічних концернів). Об’єднана компанія називається Morton Thiokol Incorporated (MTI).  
1986: Несправність ущільнювального кільця в ракетному двигуні MTI SRB призвела до загибелі шатла "Челленджер" у польоті. Компанія була визнана винною у руйнуванні "Челленджера" і загибелі астронавтів, як прямий причинно-наслідковий зв'язок від тиску з боку НАСА на запуск, заснований на непереконливих доказах несправності ущільнювального кільця, в той час як воно знаходилося в умовах мінусових температур. (див. Катастрофа шаттла "Челленджер").

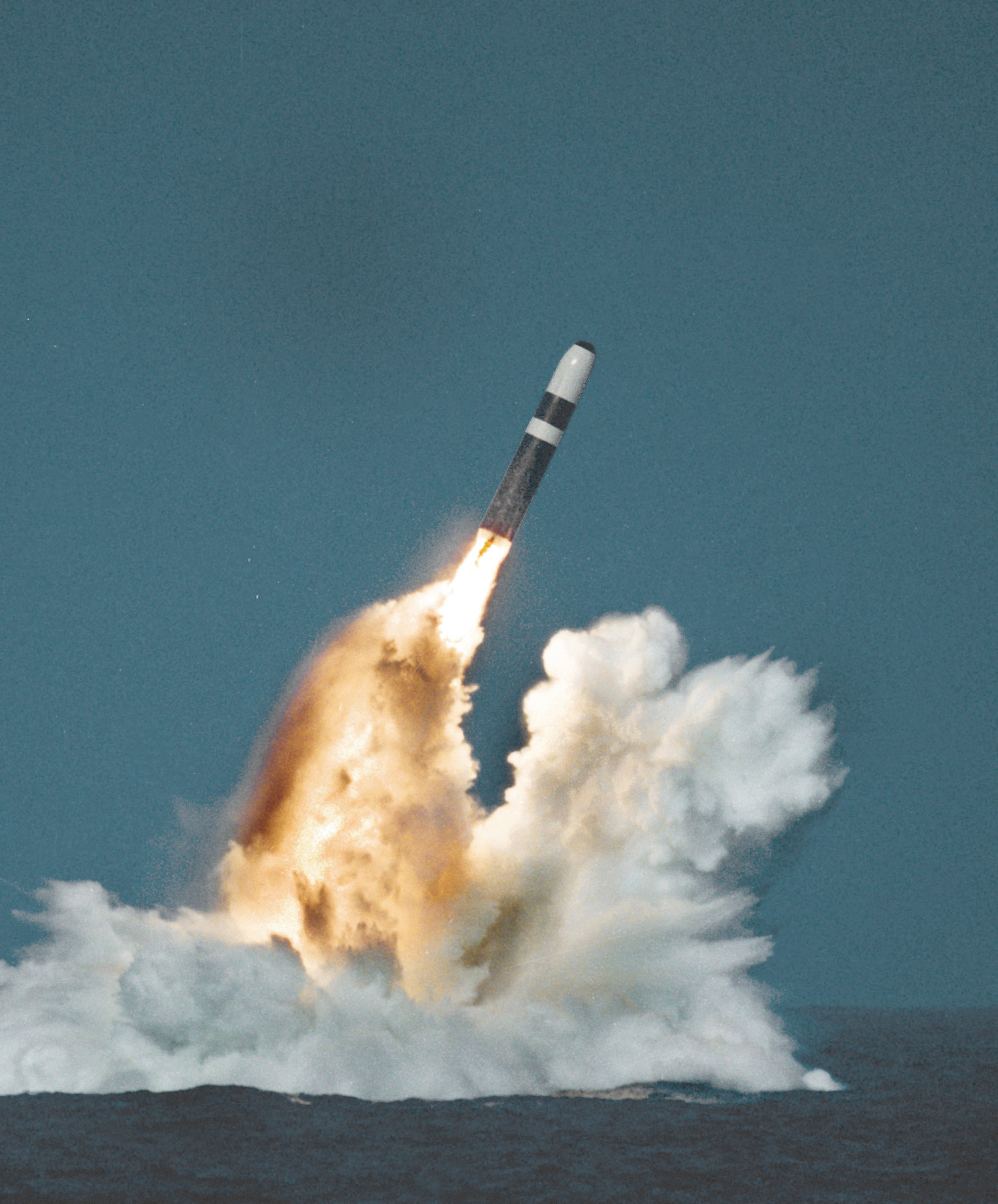
FBM Trident II (D-5) запускає та запускає перший ступінь своєї твердотільної ракети Thiokol.

1989: Morton Thiokol розділяється, і більша частина хімічного концерну переходить до компанії Morton. Підрозділ силових установок стає Thiokol Inc.
1998: Thiokol змінює назву на Cordant Technologies.
1998: Полімерна продукція під брендом Thiokol придбана компанією PolySpec L.P., що базується в Х'юстоні, виробником промислових покриттів, морських настилів та підводних ізоляційних матеріалів.
2000: Thiokol об'єднується з двома підрозділами Alcoa, а також з Howmet Castings і Huck Fasteners, щоб стати AIC Group (Alcoa Industrial Components).
2001: Alliant Techsystems (ATK) Inc. (компанія, утворена при виділенні Honeywell свого оборонного підрозділу) витрачає 2,9 мільярда доларів на покупку Thiokol і пов'язаних з ним бізнесів у AIC/Alcoa. ATK побудувала третій ступінь ракети "Трайдент" і раніше купила Hercules Aerospace Co, будівельника другого ступеня. З придбанням Thiokol, виробника першого ступеня ракети, ATK контролює левову частку американського ринку твердого ракетного палива.
2005: АТК-Тіокол виграє контракт на виготовлення першого ступеня ракети-носія Ares I для проекту NASA "Сузір'я". 
2006: Alliant Techsystems (ATK) Inc. перейменувала ATK-Thiokol на ATK Launch Systems Group.
2014: Orbital ATK утворюється в результаті злиття Orbital Sciences Corporation і частин Alliant Techsystems.
2018: Orbital ATK купує Northrop Grumman.

## Продукти

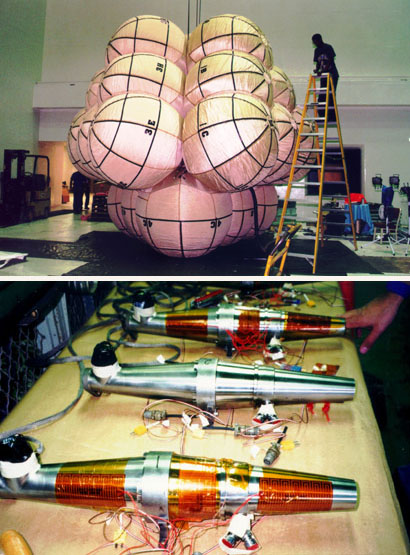
Газогенератори Thiokol використовувалися в подушках безпеки на Mars Pathfinder. На верхній фотографії показано повний комплект подушки безпеки під час тестування, на нижній – три титанові газогенератори Thiokol, які використовуються для надування подушок безпеки.

Продукція аерокосмічних підрозділів RMI та Thiokol включає двигуни, що використовуються в ракетах UUM-44 SUBROC, Першинг-1, LGM-118 Peacekeeper, UGM-73 Poseidon, LGM-30 Minuteman, а також в ракетах Trident I та Trident II. Thiokol виробляє силові установки для багатьох американських військових ракетних систем, включаючи AIM-9 Sidewinder, AGM-88 HARM, AGM-65 Maverick, AGM-69 SRAM та AIR-2 Genie.
Thiokol також виробляв різноманітні рідинні та твердопаливні ракетні двигуни для космічної програми США, включаючи деорбітальні двигуни для програм "Меркурій" та "Джеміні", ракетні ступені та ракетні двигуни для програми "Аполлон", двигуни для місій "Піонер", "Сервеєр", "Вікінг", "Вояджер" та "Магеллан", модернізовані прискорювачі CASTOR для ракети "Дельта" та твердопаливний прискорювач для космічних кораблів "Спейс Шаттл". Силові установки Reaction Motors приводили в рух літаки Х-1 і Х-15, а пізніше технології Thiokol були використані і в приватному пілотованому космічному літаку Tier One. 1 березня 2006 року НАСА оголосило, що "Тіокол" стане головним підрядником нової ракети-носія (РН), яка буде називатися Ares I, що виводитиме на низьку навколоземну орбіту космічний корабель "Оріон" (раніше відомий як "Crew Exploration Vehicle"), а також п'ятисегментні ШРП для важкої вантажної ракети-носія (CaLV), яка буде називатися Ares V.
На додаток до гірськолижних підйомників, Thiokol виробляв широкий спектр обладнання для гірськолижних курортів, включаючи снігоходи та снігоприбиральні машини. Ці бізнеси були відокремлені у 1978 році, коли компанія провела реструктуризацію, щоб зосередитися на ракетній продукції та пов'язаних з нею технологіях. Компанія John Z. DeLorean придбала виробництво снігоходів Thiokol і перейменувала його в DMC. DMC продовжувала виробляти снігоходи до 1988 року, коли компанія була перейменована в Logan Machine Company (LMC). LMC продовжувала виробляти снігоходи ще 12 років, але припинила свою діяльність у 2000 році. Thiokol виробляв снігоходи з широким спектром можливостей та функцій. Компанія також випускала кілька комунальних машин на базі гусеничного транспортного засобу, на додаток до великих снігоприбиральних машин, придатних для використання на крутих гірськолижних схилах. Машини Thiokol використовувалися на гірськолижних курортах, що експлуатуються ВПС США на Алясці та в інших північних регіонах, і зараз популярні серед приватних власників як надійні снігоходи і як транспорт підвищеної прохідності.

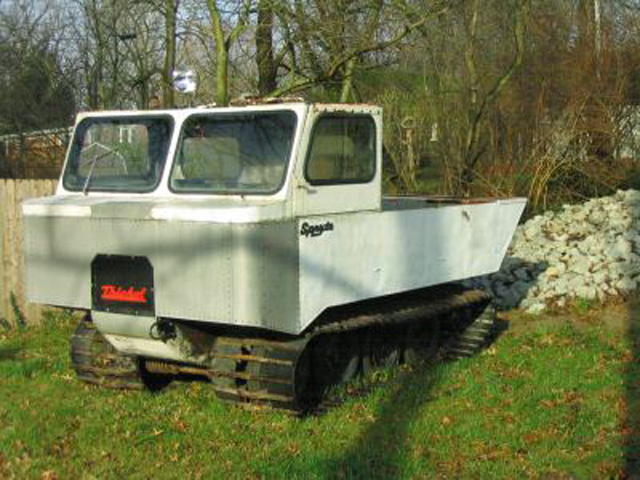
Всюдихід Thiokol Swamp Spryte

Thiokol був першопрохідцем у створенні ракетних двигунів з коротким терміном згоряння, які використовувалися в катапультованих кріслах літаків. Компанія також виготовила ряд перших практичних систем подушок безпеки, створивши високошвидкісні екзотермічні газогенератори на основі азиду натрію, які використовувалися для надування подушок. Подушки Thiokol вперше були використані в американських військових літаках, а потім були адаптовані для освоєння космосу (Mars Pathfinder приземлився на Марс на подушках Thiokol) і автомобільних подушках безпеки. Генератори Thiokol складають основу більш ніж 60% подушок безпеки, що продаються у світі.